# Prix-lès-Mézières
Prix-lès-Mézières är en kommun i departementet Ardennes i regionen Grand Est (tidigare regionen Champagne-Ardenne) i nordöstra Frankrike. Kommunen ligger  i kantonen Mézières-Centre-Ouest som ligger i arrondissementet Charleville-Mézières. År 2022 hade Prix-lès-Mézières 1 387 invånare.

## Befolkningsutveckling
Antalet invånare i kommunen Prix-lès-Mézières
Referens: INSEE